# Kevin Mirallas
Kevin Antonio Joel Gislain Mirallas y Castillo (Liège, 5 de outubro de 1987) é um ex-futebolista belga que atuava como ponta-direita. 

## Carreira
Apesar de ter nascido na Bélgica, Mirallas iniciou sua carreira profissional pelo Lille, sendo contratado pelo clube ainda nas categorias de base. Na França, atuou também pelo Saint-Étienne.
Em junho de 2010, transferiu para o futebol grego para atuar pelo Olympiacos, principal clube do país, por cerca de dois milhões e meio de euros. Depois de ter sido artilheiro da Super Liga Grega na temporada 2011–12 pelo Olympiacos, o atacante teve a sua contratação oficializada pelo Everton no dia 19 de agosto de 2012, por cerca de 6 milhões de libras.
Com poucas chances nos Toffees para a temporada 2018–19, foi emprestado à Fiorentina em agosto de 2018.
Após sete anos no futebol inglês, Mirallas deixou o Everton no dia 30 de agosto de 2019, rumo ao Royal Antwerp, da Bélgica.

## Seleção Nacional
Pela Seleção Belga principal, foi convocado pela primeira vez no ano de 2007, marcando seu primeiro gol pela equipe numa vitória por 3–2 sobre a Sérvia, em jogo válido pelas Eliminatórias da Euro 2008. Pela Seleção Olímpica, fez parte do elenco que participou dos Jogos Olímpicos de Pequim, em 2008. No torneio, chegou a enfrentar a Seleção Brasileira, mas os belgas acabaram derrotados por 1–0. Mirallas faz parte de uma promissora geração do futebol belga, que incluía também jogadores como Eden Hazard, Axel Witsel e Romelu Lukaku.

## Títulos
Olympiacos
- Super Liga Grega: 2010–11 e 2011–12
- Copa da Grécia: 2011–12

### Artilharias
- Super Liga Grega: 2011–12 (20 gols)